# لورن تیاد
لورن تیاد (به فرانسوی: Laurent Tailhade) شاعر قرن نوزدهم میلادی اهل فرانسه بود.